# تنام منقاري
تنام منقاري أو رِنقُوت (الاسم العلمي:Rhynchotus) هو جنس من الطيور يتبع فصيلة التنامية من رتبة التناميات.

## أنواع
- تنام أحمر الأجنحة (الاسم العلمي:Rhynchotus rufescens)
- تنام مرقط العنق (الاسم العلمي:Rhynchotus maculicollis)